# 哈里·迪卡森
哈里·迪卡森（英語：Harry Dickason，1890年4月16日—1962年1月21日），生于哈罗盖特，英国男子竞技体操运动员。他曾获得1912年夏季奥运会体操比赛男子团体全能铜牌。他于1962年在伯明翰去世。